# Tiroler Kogel
De Tiroler Kogel is een berg in de deelstaat Salzburg, Oostenrijk. De berg heeft een hoogte van 2.322 meter.
De Tiroler Kogel is onderdeel van het Tennengebergte.